# Ferrovia Brezovica-Nauporto
La ferrovia Brezovica-Nauporto era una linea ferroviaria della Slovenia, in servizio dal 1899 al 1966.
Fu costruita per congiungere la città di Nauporto alla ferrovia Meridionale e a Lubiana.

## Caratteristiche

### Percorso
| Continuation backward |

| Station on track |

|  | Unknown route-map component "xABZgl" | Unknown route-map component "CONTfq" |

| Unknown route-map component "exHST" |

| Unknown route-map component "exHST" |

| Unknown route-map component "exHST" |

| Unknown route-map component "exBHF" |

| Unknown route-map component "exKHSTe" |